# Joseph Nacua
Joseph Amangi Nacua OFMCap. (ur. 5 stycznia 1945 w Mankayan, zm. 10 września 2022 w Lipa) – filipiński duchowny rzymskokatolicki, w latach 2008-2017 biskup Ilagan.

## Życiorys
Święcenia kapłańskie przyjął 26 czerwca 1971 w zakonie kapucynów. Przez kilka lat pracował jako gwardian klasztoru w Lipie, a następnie pełnił funkcje m.in. mistrza nowicjatu i wikariusza prowincjalnego. W 1994 został prowincjałem, zaś w 2000 objął funkcję definitora generalnego zakonu dla Azji. Po zakończeniu w 2006 kadencji został proboszczem w Titay.
10 czerwca 2008 został prekonizowany biskupem Ilagan. Sakrę biskupią otrzymał 19 sierpnia 2008. 25 lutego 2017 przeszedł na emeryturę. Zmarł 10 września 2022.